# L'Espion qui venait du froid
Pour les articles homonymes, voir L'Espion qui venait du froid (film).
Cet article possède un paronyme, voir L'Espion qui venait du surgelé.
L'Espion qui venait du froid (en anglais The Spy Who Came in from the Cold) est un roman d'espionnage de l'auteur britannique John le Carré publié en 1963.
Le roman est traduit en français en 1964.
Ce roman, le troisième de l'auteur, a été écrit en environ cinq semaines, alors que John le Carré se trouvait à Bonn. L'ouvrage, qui s’est vendu à vingt millions d’exemplaires dans le monde, a révolutionné le roman d'espionnage à sa sortie. En 1964, John le Carré a reçu le prix Somerset-Maugham.

## Résumé
Pendant la guerre froide, les services secrets du Royaume-Uni et de l'Union soviétique manipulent un agent britannique pour détruire la crédibilité de certains membres de la hiérarchie des services secrets d'Allemagne de l'Est afin de sauver un agent double en passe d'être démasqué.

## Personnages
- Alec Leamas : agent secret britannique de terrain, chargé de l'espionnage concernant l'Allemagne de l'Est ; il tombera amoureux de Liz Gold
- Hans-Dieter Mundt : dirigeant d'un service secret allemand, présenté comme un ancien nazi
- Fiedler : espion est-allemand intelligent et idéaliste, adjoint de Mundt
- Liz Gold : libraire britannique et membre du Parti communiste britannique ; elle tombera amoureuse d'Alec Leamas
- « Control » : directeur général des services secrets britanniques.
- George Smiley : espion britannique, adjoint de Control.
- Peter Guillam : espion britannique
- Karl Riemeck : apparatchik est-allemand, devenu espion pour le Royaume-Uni

## Honneurs
L'Espion qui venait du froid occupe la 3e place au classement des cent meilleurs romans policiers de tous les temps établi en 1990 par la Crime Writers' Association.
L'Espion qui venait du froid occupe également la 6e place au classement américain des cent meilleurs livres policiers établi en 1995 par l'association des Mystery Writers of America.

## Adaptation cinématographique
- 1965 : L'Espion qui venait du froid, film britannique réalisé par Martin Ritt, avec Richard Burton et Claire Bloom

## Édition
- (en) John le Carré, The Spy Who Came in from the Cold, Hodder & Stoughton Ltd, London,  (ISBN 978-0-340-99374-3)